# نودوز
نودوز، روستایی از توابع بخش بشاریات شهرستان آبیک در استان قزوین ایران است.

## جمعیت
این روستا در دهستان بشاریات غربی قرار دارد و براساس سرشماری مرکز آمار ایران در سال ۱۳۸۵، جمعیت آن ۹۵۹ نفر (۲۰۹خانوار) بوده است.